# Восточный морской окунь
Восточный морской окунь или восточный окунь (лат.  Sebastes taczanowskii) — морская рыба семейства скорпеновых (Scorpaenidae).

## Описание
Максимальная длина тела 32 см.
Тело умеренно вытянутое, сжатое с боков, покрыто ктеноидной чешуёй. Нижняя челюсть выдаётся вперёд. На затылке имеются слабые гребни, скрытые под чешуёй. Спинной плавник с 13 колючими и 13—15 мягкими лучами. Между колючей и мягкой частями имеется выемка. В анальном плавнике 3 колючих и 6—8 мягких лучей. Хвостовой плавник усечённый с небольшой выемкой. На первой жаберной дуге 33—39 тычинок. В боковой линии 40—49 чешуй. Позвонков 26—27.
Окраска тела коричнево-фиолетовая, брюхо несколько светлее. На спине есть тёмные неясные пятна. Плавники тёмные. Задний край хвостового плавника светлый.

## Распространение
Распространены в Японском море вдоль материкового побережья от юго-востока Корейского полуострова до юго-западного Сахалина и Советской гавани. Встречаются в Охотском море в заливах Анива и Терпения, а также в тихоокеанских водах Японии и южных Курильских островов.

## Биология
Морские демерсальные рыбы, обитают на глубинах от 2-х до 120 м среди каменных россыпей и в зарослях морской травы у рифов. Держатся небольшими группами, стай не образуют. Иногда заходят в эстуарии и устья рек.

### Питание
В состав рациона входят ракообразные, полихеты и рыбы. По мере роста рыб существенно изменяется спектр питания. Мелкие особи питаются в основном бокоплавами и равноногими раками, а более крупные особи переходят на питание креветками и молодью рыб.

### Размножение
Как и другие представители рода Sebastes восточный окунь относится к живородящим рыбам с внутренним оплодотворением. Впервые созревают в возрасте 4-х лет. Спаривание происходит осенью. Сперма сохраняется в яичниках самки в течение нескольких месяцев до оплодотворения икры. Вылупление происходит внутри самки, личинки вымётываются в июне—июле. Вымет личинок единовременный, один раз в году. Первые месяцы жизни обитают в толще воды, затем переходят к придонному образу жизни.

## Хозяйственное значение
Специализированный лов не ведётся. Часто попадаются в виде прилова при траловом промысле других донных рыб, а также в ставные невода. Популярный объект спортивной рыбалки.